# Le Paradis
Le Paradis (internationaler Festivaltitel: The Lost Boys) ist ein Spielfilm von Zeno Graton aus dem Jahr 2023. Das Drama handelt von zwei jugendlichen Gefängnisinsassen, die sich ineinander verlieben. Die Hauptrollen übernahmen Khalil Ben Gharbia und Julien de Saint Jean.
Die belgisch-französischen Koproduktion hatte im Februar 2023 bei der 73. Berlinale ihre internationale Premiere.

## Handlung
Joe steht kurz vor seiner Entlassung aus dem Jugendgefängnis. Als eines Tages William die Nachbarzelle bezieht, ist er von dem neuen Insassen angetan. Seine Leidenschaft für William torpediert in der Folge Joes Freiheitsdrang. Auch William erwidert die Liebe. Beide sind sich darüber einig, dass sie für eine gemeinsame Zukunft noch einmal das Gesetz brechen müssen.

## Hintergrund

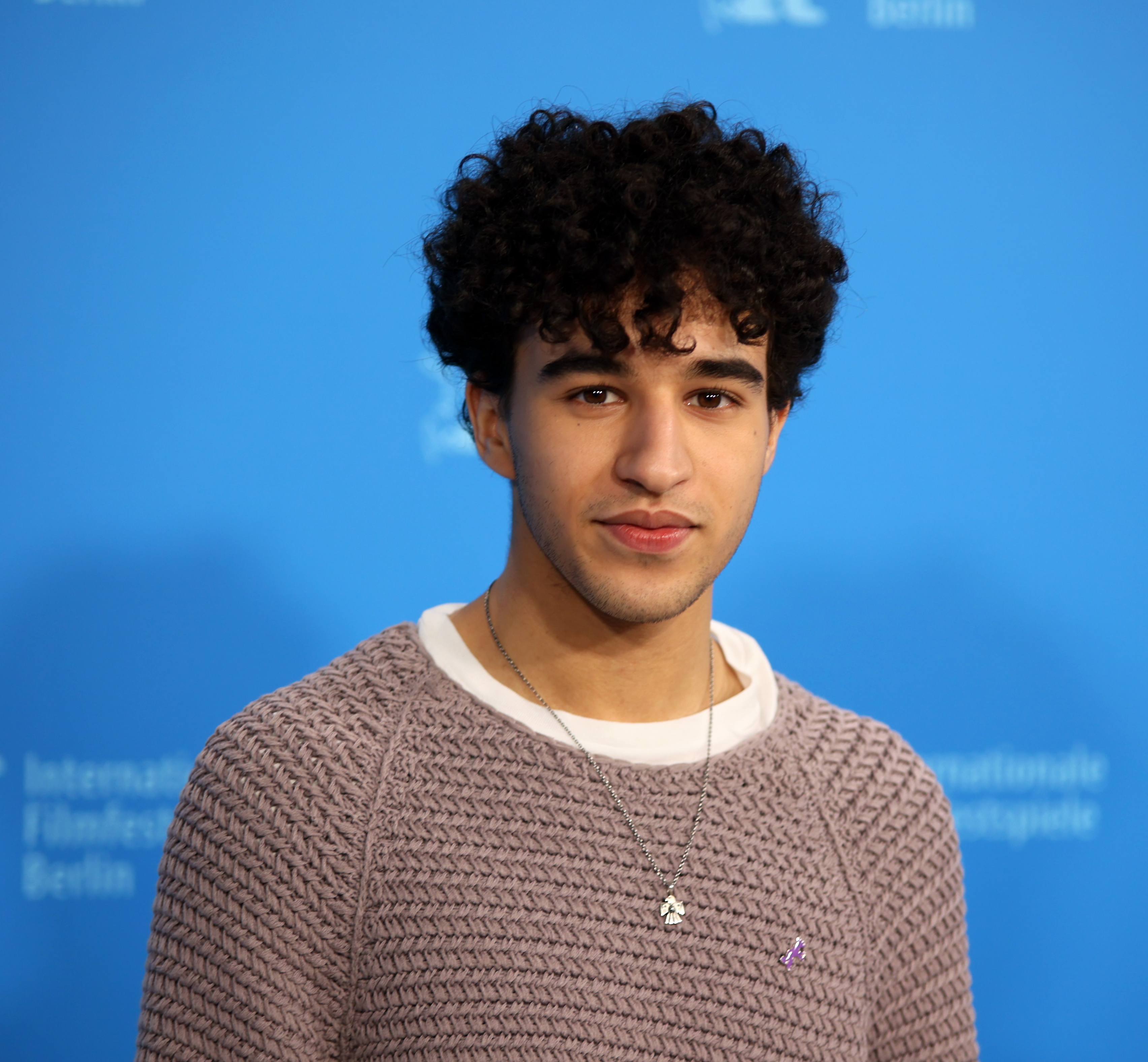
Khalil Ben Gharbia übernahm die Rolle des Joe

Le Paradis ist das Spielfilmdebüt des preisgekrönten belgischen Kurzfilmregisseurs Zeno Graton. Für die Hauptrollen der beiden jugendlichen Gefängnisinsassen verpflichtete er die Nachwuchsdarsteller Khalil Ben Gharbia und Julien de Saint Jean. Gharbia hatte bereits zuvor den jugendlichen Liebhaber von Denis Ménochet in Peter von Kant (2022) verkörpert. In weiteren Rollen als Sozialarbeiter agieren Jonathan Couzinié und Eye Haïdara.
Die Dreharbeiten begannen ab Anfang Oktober 2021 in der Nähe von Brügge. Als Produzenten traten unter anderem Valérie Bournonville und Joseph Rouschop für die in Lüttich beheimatete Gesellschaft Tarantula in Erscheinung. Um die weltweiten Verwertungsrechte kümmert sich das Unternehmen Indie Sales.

## Veröffentlichung
Die Uraufführung von Le Paradis fand statt am 19. Februar 2023 bei den Internationalen Filmfestspielen Berlin in der Sektion Generation 14plus. Weitere Vorführungen mit Untertitel gab es in Deutschland bei queeren Filmfestivals.
Im Oktober 2023 wurde eine DVD der Produktion in französischer Originalsprache durch die Fa. Rezo veröffentlicht.
Der deutsche Kinostart erfolgte am 29. Februar 2024 im Verleih von Salzgeber.

## Auszeichnungen
Mit der Aufnahme in die Jugendfilm-Sektion der Berlinale ist Le Paradis automatisch für deren Langfilm-Preis nominiert. Auch gelangte der Film in die Auswahl für den LGBTIQ-Preis Teddy Award.